# NK Pitomača
NK Pitomača je nogometni klub iz Pitomače. Trenutno se natječe u 3. NL – Sjever.